# Emerald (groupe)
Pour les articles homonymes, voir Emerald.
Emerald est un groupe suisse de power et heavy metal, originaire de Guin, dans le canton de Fribourg.

## Histoire
Emerald est formé en 1995 par la fusion des groupes dissous Dark Crystal et Oppress. Leur objectif lors de la création du groupe était de rendre hommage au heavy metal, comme le jouaient Iron Maiden, Virgin Steele et Medieval Steel. Après quelques changements de line-up, le baptême du feu sur scène a lieu en novembre 1997. Le groupe se produit pour la première fois lors d'un concert annuel dans le cadre de David's Musicworld.
En 1998, après que le groupe ait acquis une certaine expérience des performances live et élargi son répertoire de chansons, ils enregistrent leur premier CD : Rebels of Our Time. Après des réponses toujours positives au CD, des critiques dans des magazines de heavy metal tels que Rock Hard, Metal Heart, etc. suivent.
En 2001, Emerald apparait au Swiss Metal Attack Festival au Z7 Club de Pratteln. Là, ils jouent les chansons nouvellement écrites et les publient sur le CD Calling the Knights en juin 2001. Chez Rock Hard, Calling the Knights est la démo du mois. La même année, Emerald signe son premier contrat d'enregistrement avec Shark Records. Ce label sort une réédition mondiale de Calling the Knights en 2002.
En 2003, Emerald se produit au Headbangers Open Air, ce qui est le plus grand succès du groupe. Peu de temps après, ils retournent en studio (Mohrmann Studios, Bochum) pour enregistrer le troisième CD Forces of Doom. Le CD sort en février 2004 sous Shark Records.
En 2005, Emerald se produit avec Nazareth, Anvil, Ruffians et Vortex, entre autres. En 2006, Emerald signe un nouveau contrat d'enregistrement avec Pure Steel Records. Au printemps 2007, le groupe commence à enregistrer son quatrième album Hymns to Steel au studio Erzschlag à Aue (D). L'album sort en septembre 2007 (plus tard également sous forme de double LP vinyle limité via High Roller Records),. Peu de temps après la sortie, Alex Spicher remplace l'ancien batteur Andreas Bächler. Le groupe joue ensuite de nombreux concerts au pays et à l'étranger, notamment avec des groupes comme Sabaton, Drifter, Stormwarrior et Unrest. Ces dernières années, Emerald contribue également à divers albums hommage à Warlock, Manilla Road, Cirith Ungol et Angel Witch et place des chansons sur plus de 12 compilations. En 2009, le leader Jvo Julmy quitte le groupe à l'amiable en raison de divergences musicales. Le guitariste Manuel Werro (ex-Fatherfuckers, ex-Shroudshifter) et le chanteur de 23 ans Thomas L. Winkler sont embauchés pour combler le poste vacant.
Le 20 novembre 2010, le cinquième album studio d'Emerald sort, enregistré sous l'aile de VO Pulver (GurD, Destruction, Pro-Pain), et distribué par Pure Steel Records,. Le 24 août 2012, le sixième album studio, intitulé Unleashed, sort sous Pure Steel Records,, et avec le même line-up que la production précédente, dont VO Pulver était à nouveau responsable en tant que producteur. Immédiatement après la sortie, le groupe entame sa première grande tournée européenne en soutien à la légende du metal texan Helstar. La tournée emmène le groupe à travers la Belgique, les Pays-Bas, la République tchèque, l'Autriche, la Hongrie, l'Allemagne et la Suisse.
En 2013, le chanteur Thomas Winkler quitte le groupe. Après une longue recherche du poste de chanteur vacant, ils le trouvent en la personne de George Call (Aska, ex-Omen), qui avait déjà chanté en invité sur le morceau Eye of the Serpent de l'album Unleashed. Deux ans plus tard, le groupe change à nouveau de chanteur du fait que  travailler avec George Call, qui vivait aux États-Unis, s'avérait difficile en raison de la grande distance. Avec Mace Mitchell, ils trouvent enfin un chanteur suisse approprié.
En 2017, ils sortent l'album Reckoning Day et en 2019 Restless Souls,,.

## Discographie

### Albums studio
- 2002 : Calling the Knights (réédition)
- 2004 : Forces of Doom
- 2007 : Hymns to Steel
- 2010 : Re-Forged
- 2012 : Unleashed
- 2017 : Reckoning Day
- 2019 : Restless Souls

### Autres
- 1999 : Rebels of Our Time
- 2001 : Calling the Knights